# Jyrki Katainen
Jyrki Katainen (Siilinjärvi, 14 de outubro de 1971) é um político finlandês.
Foi líder do Partido da Coligação Nacional em 2004-2014 e primeiro-ministro da Finlândia em 2011-2014. 
É Comissário Europeu para o Emprego, Crescimento, Investimento e Competitividade em 2014-2019.

## Biografia
Nasceu em Siilinjärvi, na Finlândia. Iniciou a sua carreira política em 1993, como membro do Conselho Municipal de Siilinjärvi. Antes, foi professor a tempo parcial.
É deputado do Parlamento da Finlândia - o Eduskunta, desde 1999. De 2003 a 2006 foi vice-presidente do Partido Popular Europeu.

## Vida Pessoal
É casado com Mervi Katainen, jogadora de futebol feminino. Tem dois filhos. Além de finlandês, Jyrki fala fluentemente sueco, francês e inglês. É também um desportista a par da sua esposa, correndo a maratona anualmente.